# 伏爾加-頓河運河
伏爾加-頓河列寧運河（俄语：Волго-Донской судоходный канал имени В. И. Ленина）是俄罗斯境内的一条运河，東起伏爾加格勒以南的伏爾加河河畔的红军城，西至齊姆良水庫旁的顿河畔卡拉奇（Кала́ч-на-Дону）。是連接伏爾加河和頓河的一條運河，全長101公里（其中45公里是天然河道和水庫）。该运河的开通沟通了里海和亚速海，是里海通往世界各大洋的最短通道，也是俄羅斯很重要的一條運河。
最早的建設计划是鄂圖曼帝國塞利姆二世時期開始，此外彼得大帝亦有计划修建运河，皆未能实现。在运河建成前，货物在顿河和伏尔加河之间运输需通过小船“旱地行舟”实现。
苏联成立后，列宁最早在1918年提出运河计划，并在苏德战争爆发前动工，但因战争爆发而中断，已有的工程亦毁于战火。1948年工程恢复，至1952年完工。苏联建造过程中使用了大量高效率的机械，期间有12人获得“社会主义劳动英雄”称号，122人获得列宁勋章。有船闸13座，可通行5000吨以下轮船。建成後不但作客運用途，烏克蘭的糧食和煤，以及伏爾加河流域的木材、黃鐵礦和石油產品都靠本運河運輸。